# Relations entre le Danemark et la Hongrie
Les relations entre le Danemark et la Hongrie sont établies le 10 mai 1948. Le Danemark a une ambassade à Budapest tandis que la Hongrie a une ambassade à Copenhague. Les deux pays sont membres de l'Organisation du traité de l'Atlantique nord (OTAN) et de l'Union européenne.

## Histoire

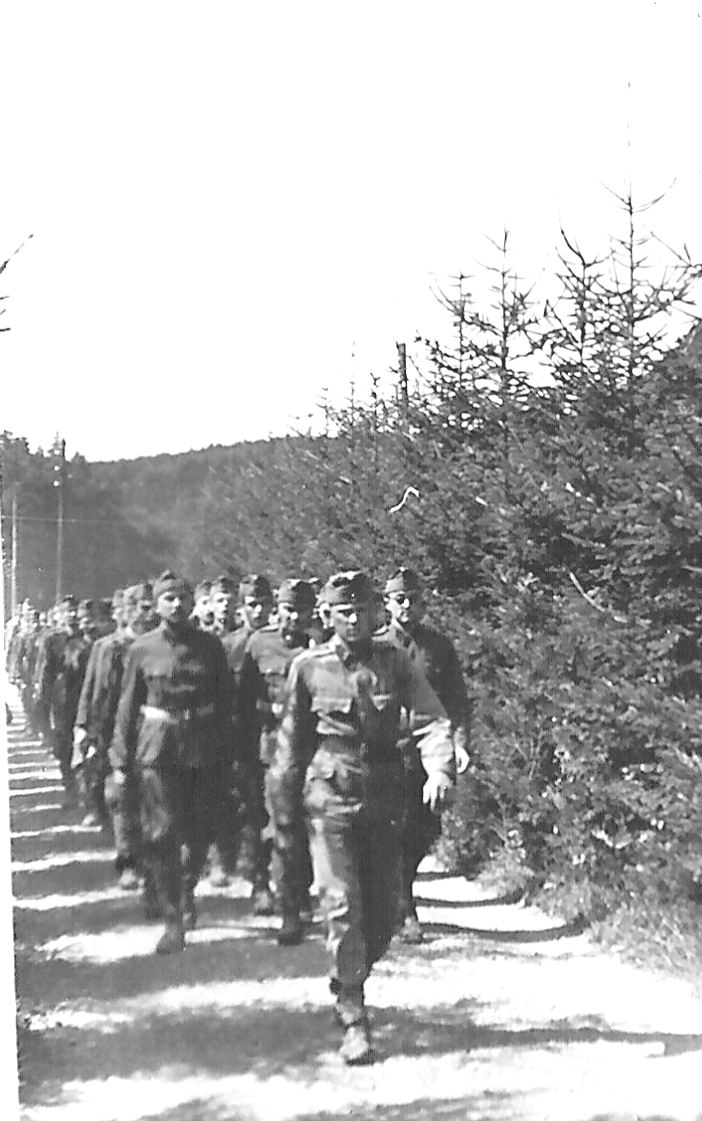
Soldats hongrois au Danemark, Ouest du Jutland, avril 1945.

Pendant la Seconde Guerre mondiale, la Hongrie a envoyé 12 000 soldats au Danemark, passant par l'Allemagne. Après la révolution hongroise de 1956, 1 400 Hongrois se sont exilés au Danemark. 137 millions de couronnes danoises ont été recueillis afin d'aider les Hongrois. En 1948, un accord de paiements a été signé entre les deux pays. Le 20 octobre 1969 le Danemark et la Hongrie ont signé un accord de coopération économique, industrielle et technologique. Un accord sur l'indemnisation des intérêts danois en Hongrie a été signé le 18 juin 1965.

## Coopération bilatérale
Le Danemark et la Hongrie ont établi une coopération bilatérale dans le domaine du secteur agricole, universitaire et de la santé.

## Culture
Plus de 200 artistes danois ont participé au festival du printemps de Budapest en 2010, qui a débuté le 5 avril.

## Povl Bang-Jensen
Povl Bang-Jensen (1909-1959) est un diplomate danois. En 1956, il interroge 80 réfugiés hongrois à New York qui avaient fui la Hongrie. Lorsque le secrétaire général de l'ONU Dag Hammarskjöld a demandé les noms des réfugiés, Jensen a refusé de le faire, craignant des représailles de la part des services de sécurité communistes. En fin de compte, Jensen a effacé la liste des noms. Jensen est relativement bien connu en Hongrie,,.

## Visites d'État
En 1987, Margrethe II a visité la Hongrie. L'ancien Premier ministre de la Hongrie, Ferenc Gyurcsány, s'est rendu au Danemark le 12 juin 2007. Le 19 mars 2010, le prince héritier Frederik de Danemark et Per Stig Møller se sont rendus au festival du printemps de Budapest.